# Shanghai Knights
Shanghai Knights er en amerikansk action-komediefilm fra 2003 med Jackie Chan og Owen Wilson i hovedrollerne. Den er instrueret af David Dobkin, skrevet af Miles Millar og Alfred Gough. Filmen er efterfølger til Shanghai Noon.

## Handling
I 1887 er jobbet som sherif en leg for John Wayne/Chon Wang (Jackie Chan), så det er hans arbejde i Nevada, Texas, mens han venter på hans kone, Prinsesse PeiPei, kommer tilbage. Alting går ellers fint lige indtil han modtager et brev fra Den Forbudte By i Kina, hvor der står, at hans far, der er vogter over Kejserens segl (et smykke), er blevet myrdet og Kejserens segl er blevet stjålet. Brevet er fra hans søster Chon Lin (Fann Wong), og hun skriver også, at hun fulgte efter morderen, Lord Rathbone, til London for at tage hævn. Dette får John Wayne til at opsøge sin gamle ven og partner Roy O'Bannen (Owen Wilson) så han kan få sin andel af det kinesiske emperiums guld, på grund af deres dramatiske og modige redning af Prinsesse PeiPei (i den første film, Shanghai Noon).
Da de mødes påstår Roy, at han har investeret guldet i at få udgivet sine selvskrevede bøger. Derfor bliver de nødt til at snige sig om bord på skibet til London, så de kan finde og hjælpe Lin og stoppe Lord Rathbones skumle planer om at udrydde kongefamilien for at overtage tronen, og også forhindre en kinesisk forræder i at overtage den kinesiske trone ved hjælp af Kejserens segl.
Shanghai Knights indeholder kampe med sværd, pistoler og næver, lidt romantik og masser af spænding, humor og underholdning.

## Medvirkende
- Jackie Chan – Chon Wang
- Owen Wilson – Roy O'Bannon
- Fann Wong – Lin Wang
- Aidan Gillen – Lord Nelson Rathbone
- Donnie Yen – Wu Chow
- Thomas Fisher – Arthur Conan Doyle
- Gemma Jones – Dronning Victoria
- Aaron Johnson – Charlie Chaplin